# Peugeot Hoggar
Peugeot Hoggar – koncepcyjny samochód marki Peugeot. Jest to dwumiejscowy pojazd off-roadowy, zasilany dwoma silnikami i napędem na cztery koła. Auto składa się z jednego kawałka węgla o strukturze plastra miodu wzmocnionego przez dwa górne paski ze stali nierdzewnej. Silniki o pojemności 2.2 l i mocy 180KM (4.4 l i 360KM).

## Peugeot Hoggar
Peugeot Hoggar to zaprojektowany i produkowany w Brazylii pickup. Nazwę auta przejęto z konceptu. Samochód wykorzystuje hybrydową platformę, której tylna część pochodzi z Partnera, a przednia z brazylijskiej wersji 207. 
Silniki:
- 1.4 Flexi Fuel 82KM (przystosowany do spalania alkoholu) lub 80KM (benzyna)
- 1.6 Flexi Fuel 113KM (alkohol) lub 110[1]